# 石川弘
石川 弘（いしかわ ひろし、1928年（昭和3年）10月3日 - 1999年（平成11年）8月2日）は、日本の農林官僚、政治家。農林水産事務次官、参議院議員。

## 来歴・人物
金沢第一中学校（現・石川県立金沢泉丘高等学校）、旧制第四高等学校を経て、東京大学法学部第1類（私法コース）を卒業。1954年、農林省に入省。静岡県経済部水産課長、経済局企業流通部市場課長、林野庁林政部林政課長、大臣官房予算課長、食糧庁管理部長などを経て、1981年1月、食糧庁次長。同年7月21日、畜産局長。1984年7月6日、食糧庁長官。1986年6月10日、事務次官。
1989年、参議院議員通常選挙に自由民主党公認で比例区から立候補して初当選。1期目途中の1994年3月、中西陽一が死去した事に伴う石川県知事選挙に無所属で立候補するも、谷本正憲に敗れて落選する。その後、1995年の参議院議員通常選挙で再び自民党公認で比例区から立候補し、国政に復帰したが、議員2期目在職中の1999年8月2日、肝不全のため、虎の門病院で死去した。70歳没。死没日付をもって従三位勲二等に叙され、旭日重光章を追贈された。哀悼演説は同年11月10日、参議院本会議で久保亘により行われた。

## 政歴
- 1989年 第15回参議院議員通常選挙・比例区で全国農業者農政運動組織連盟の支援候補として初当選。
- 1993年8月23日 参議院労働委員長に就任。
- 1994年3月27日 石川県知事選挙（無所属）落選。盟友奥田敬和は当時新生党幹部として非自民連立与党統一候補谷本正憲を支援。
- 1995年 第17回参議院議員通常選挙・比例区で返り咲き。
- 1997年6月18日 参議院大蔵委員長に就任。
- 1998年1月12日 参議院財政・金融委員長に就任。